# 덴진바시스지 6초메역
덴진바시스지 6초메역(일본어: 天神橋筋六丁目駅, てんじんばしすじろくちょうめえき)은 일본 오사카부 오사카시 기타구에 있는 철도역이다.

## 타는 곳

### 다니마치 선
| 1 | ■ 다니마치 선 | 히가시우메다·덴노지·야오미나미 방면 |
| 2 | ■ 다니마치 선 | 미야코지마·다이니치 방면            |

### 사카이스지 선·센리 선
| 1 | ■ 사카이스지 선 | 닛폰바시·동물원앞·덴가차야 방면 |
| 2 | ■ 센리 선       | 아와지·기타센리·다카쓰키시 방면 |

## 역사
- 1925년 10월 15일: 신케이한 철도(일본어: 新京阪鉄道)의 덴진바시역(일본어: 天神橋駅)으로 영업 개시.
- 1930년 9월 15일: 회사가 합병되었고 게이한 전기 철도 신케이한 선으로 소속 변경
- 1943년 10월 1일: 회사가 합병되었고 게이한신 급행 전철 신케이한 선으로 소속 변경
- 1959년 2월 18일: 노선 명칭이 변경되었고 게이한신 급행 전철 센리야마 선으로 소속 변경
- 1967년 3월 1일: 노선 명칭을 변경 (센리야마 선 → 센리 선)
- 1969년 12월 6일: 사카이스지 선 개통, 직결 운행 개시, 덴진바시 역을 덴진바시스지 6초메 역으로 명칭 변경, 지하에 이전.
- 1970년 4월 8일: 덴로쿠 가스 폭발 사고
- 1974년 5월 29일: 다니마치 선 덴진바시스지 6초메 역 영업 개시.

## 인접역
| ■ 오사카 메트로 다니마치선   | ■ 오사카 메트로 다니마치선    | ■ 오사카 메트로 다니마치선     |
| ---------------------------- | ----------------------------- | ------------------------------ |
| T17 미야코지마 다이니치 방면 | ■ 다니마치 선                 | 나카차키초 T19 야오미나미 방면 |
| ■ 오사카 메트로 사카이스지선 |                               |                                |
| (센리 선 직결)               | ■ 오사카 지하철 사카이스지 선 | 오기마치 K12 덴가차야 방면     |
| 한큐 전철 센리 선            |                               |                                |
| (사카이스지 선 직결)         | ■ 센리 선 사카이스지 준급     | 아와지 다카쓰키시 방면         |
| (사카이스지 선 직결)         | ■ 센리 선 보통                | 구니지마 다카쓰키시 방면       |